# Yūta Furukawa
Yūta Furukawa (古川 雄大, Furukawa Yūta, né le 9 juillet 1987, à Nagano, Japon) est un acteur et chanteur japonais représenté par l'agence Ken-On.

## Biographie

### Formation
A 14 ans, Yūta Furukawa se destine à devenir danseur. Il intègre une école de danse où il étudie le jazz. Au lycée, il apprend le ballet, tout en étant actif dans le club musical de son établissement et en chantant dans divers festivals scolaires. Tout en apprenant la danse, il s'intéresse progressivement au théâtre. Repéré à Harajuku, il rejoint une agence. Peu de temps après avoir obtenu son diplôme, il déménage à Tokyo pour concrétiser une carrière d'acteur.

### Débuts
En 2006, alors âgé de 19 ans, il débute officiellement sa carrière.
En octobre 2007, il fait ses débuts en tant qu'acteur dans la série télévisée Fuuma no Kojirou. En décembre de la même année, il décroche sa première apparition scénique dans les comédies musicales tirées du manga Prince of Tennis : il campe Shusuke Fuji dans cinq productions successives. Il y fait également la rencontre de son meilleur ami, l'acteur et chanteur Daisuke Watanabe.
En 2012, il est choisi pour interpréter le rôle de Rudolph dans Elisabeth, au Théâtre Impérial. Ce rôle d'envergure lui permet de côtoyer deux stars de la scène musicale japonaise : Mari Hanafusa et Yu Shirota. Cette opportunité l'incite à poursuivre dans cette voie,.

### Consécration
En 2013, il s'illustre sur deux productions très populaires où il tient les rôles principaux : Roméo de Roméo et Juliette (en alternance avec Takurō Ōno) et Sebastian Michaelis de Black Butler, adaptée du manga culte de Yana Toboso. Sa performance est saluée par l'autrice elle-même, qui réalise plusieurs dessins mettant en scène l'acteur. Il reprendra par trois fois le rôle du majordome démoniaque, notamment face à Ryōsuke Miura dans Noah's Ark Circus.
Dès lors, il est désigné dans les médias comme « l'as de la prochaine génération du monde musical » et « le nouveau prince du monde musical ». Il considère Ikusaburō Yamazaki et Yoshio Inoue, ses co-stars sur Lady Bess et Elisabeth, comme ses senpai.
En 2018, il reçoit le 9e Tokiko Iwatani Award for Encouragement, décerné aux jeunes acteurs prometteurs du milieu.
En 2019, sa prestation dans le rôle éponyme de Mozart! lui permet de remporter un Kazuo Kikuta Drama Award. La même année, il interprète le personnage de Der Tod dans Elisabeth, rôle qu'il considérait comme son but ultime sur la scène musicale. Il y retrouve son partenaire de Noah's Ark Circus, Ryōsuke Miura, ce dernier incarnant le Prince Rudolf.
Ce rôle témoigne d'une reconnaissance générale des spécialistes comme du public. La presse salue l'éclectisme de sa carrière (alternant séries télévisées, longs métrages, pièces de théâtre ou comédies musicales) et le qualifie de sex-symbol, au même titre que les comédiens Reo Tamaki et Kenta Izuka.
De 2022 à 2023, il lance la tournée des Greatest Concerts. A cette occasion, il est accompagné d'un orchestre, de choristes et d'une troupe de danseurs. Ces spectacles retracent sa carrière, de ses débuts sur scène dans Tenimyu au succès avec Mozart! en passant par la révélation Black Butler, ainsi que les œuvres musicales qui ont marquées le chanteur telles que Jekyll & Hyde ou Dear Evan Hansen. Plusieurs personnalités sont conviées lors des concerts, parmi lesquelles Rio Asumi (en), Mari Hanafusa, Aya Hirano, Yūsuke Hirose, Haruka Kinoshita, Ryōsuke Miura, Takurō Ōno, Rio Uehara, Daisuke Watanabe et Ikusaburō Yamazaki,.
En 2023, il est confirmé dans le rôle principal d'une nouvelle comédie musicale, LUPIN: The Secret of Countess Cagliostro. Le projet, tiré du roman policier La Comtesse de Cagliostro de Maurice Leblanc, est supervisé par le tandem français Dove Attia / Rod Janois.
Courant 2024, aux côtés de Kiho Maaya, il campe le personnage titre de Mozart! pour la troisième fois.
En 2025, il tient l'un des rôles principaux de la comédie musicale Shōwa Genroku rakugo shinjū, adaptée du manga Le Rakugo ou la vie de Haruko Kumota. Cette performance marque ses retrouvailles avec Ikusaburō Yamazaki (créateur de la comédie musicale et co-star sur le spectacle) et Mario Kuroba, son partenaire sur Elisabeth et LUPIN: The Secret of Countess Cagliostro.

## Carrière

### Scène musicale
| Année              | Title                                         | Rôle                        | Notes |
| ------------------ | --------------------------------------------- | --------------------------- | --- |
| 2007               | Tenimyu : The Progressive Match Higa Chuu     | Shusuke Fuji                | Premier rôle sur scène |
| 2008               | Tenimyu : Dream Live 5th                      | Shusuke Fuji                | Ensemble |
| 2008               | Tenimyu : The Imperial Presence Hyotei Gakuen | Shusuke Fuji                | Ensemble |
| 2009               | Tenimyu : The Treasure Match Shitenhouji      | Shusuke Fuji                | Ensemble |
| 2009               | Tenimyu : Dream Live 6th                      | Shusuke Fuji                | Ensemble |
| 2010               | Phantom                                       | Comte Philippe de Chandon   | En alternance avec Naoto Kaihō |
| 2011               | Awakening Dreams                              | Tenshi                      | |
| 2012 / 2015-2016   | Elisabeth                                     | Rudolph                     | En alternance avec Genki Hirakata Captation DVD existante (2016 - White version) |
| 2013 / 2019        | Roméo et Juliette                             | Roméo                       | Rôle masculin principal en alternance avec Yū Shirota et Yuto Kakizawa (2013) puis Takurō Ōno (2019) Captation DVD existante (2019 - Black version)                                      |
| 2013 / 2015        | Black Butler : Lycoris that blazes the earth  | Sebastian Michaelis         | Rôle principal Captation DVD existante |
| 2014               | Lady Bess                                     | Prince Felipe               | En alternance avec Genki Hirakata Captation DVD existante (Star version) |
| 2014               | First Date                                    | Reggie                      | Ensemble |
| 2015               | Titanic                                       | Jim Farrell                 | Ensemble |
| 2016               | Black Butler : Noah's Ark Circus              | Sebastian Michaelis         | Rôle principal Captation DVD existante |
| 2016               | 1789 : Les Amants de la Bastille              | Maximilien de Robespierre   | CD live commercialisé |
| 2018               | Black Butler : Tango on the Campania          | Sebastian Michaelis         | Rôle principal Captation DVD existante |
| 2018               | Marie-Antoinette                              | Axel de Fersen              | Rôle masculin principal en alternance avec Mario Tashiro Captation DVD existante (A version)                                                                                             |
| 2019 / 2021 / 2024 | Mozart!                                       | Mozart                      | Rôle masculin principal en alternance avec Yamazaki Ikusaburo (2019 / 2021) et Taiga Kyomoto (2024) Captation DVD existante (2021) Récompensé au 44ème Kazuo Kikuta Theater Award (2019) |
| 2019-2020 / 2022   | Elisabeth                                     | Der Tod                     | Rôle masculin principal (tournée) Tournée de 2020 annulée en raison du Covid-19 |
| 2023-2024          | LUPIN : The Secret of Countess Cagliostro     | Arsène Lupin                | Rôle masculin principal Captation DVD existante |
| 2025               | Shōwa Genroku rakugo shinjū                   | Yakumo Yūrakutei / Kikuhiko | Rôle principal |

### Théâtre
| Année | Title                  | Rôle                     | Notes                                                   |
| ----- | ---------------------- | ------------------------ | ------------------------------------------------------- |
| 2008  | Fūma no Kojirō         | Kirikaze                 |                                                         |
| 2011  | Nansō satomi hakkenden | Inuzaka Keno             |                                                         |
| 2012  | Oscar et la Dame rose  | Oscar                    |                                                         |
| 2012  | Line                   | Thor (Toshiyuki Takashi) |                                                         |
| 2015  | Samurai 7              | Kyuzo                    |                                                         |
| 2020  | Love Letters           | Andy                     | En alternance avec Tsubasa Sakiyama et Tatsunari Kimura |
| 2022  | Cyrano de Bergerac     | Cyrano de Bergerac       | Rôle principal                                          |

### Dramas
| Année | Titre                            | Rôle                 | Chaîne   | Note                               |
| ----- | -------------------------------- | -------------------- | -------- | ---------------------------------- |
| 2007  | Fuuma no Kojirou                 | Kirikaze             | Tokyo MX | Participation à la bande-originale |
| 2010  | Shinsengumi PEACE MAKER          | Ichimura Tatsunosuke | TBS      |                                    |
| 2010  | Yankee-kun to Megane-chan        | Nagasaki             | TBS      |                                    |
| 2018  | Downtown Rocket (Saison 2)       | /                    | TBS      |                                    |
| 2020  | Yell                             | Kiyoshi Mitarai      | NHK      |                                    |
| 2020  | Gokushufudō                      | Tatsuki Sakai        | NTV      |                                    |
| 2021  | Company - The Reversed Swan Lake | Minakami Nayuta      | NHK      |                                    |
| 2022  | Dangerous Lover                  | Toshiomi Oya         | MBS      | Rôle principal                     |

### Films
| Année | Titre                  | Rôle            | Notes                       |
| ----- | ---------------------- | --------------- | --------------------------- |
| 2010  | Beck                   | Yoshito Shoseki | Adaptation du manga éponyme |
| 2022  | Gokushufudō            | Tatsuki Sakai   | Suite du drama éponyme      |
| 2022  | My Boyfriend in Orange | Kazuma Shindō   | Rôle principal              |

## Discographie

### Singles
- 2009 : I
- 2009 : Sunday
- 2010 : Kako no Sora, Mirai no Boku
- 2015 : Love-me

### Mini-albums
- 2008 : PASTEL GRAFFiTi
- 2010 : SUMMER VACATiON
- 2013 : STUDIO SUNSHINE
- 2013 : Reading Book
- 2019 : Love Songs

### Albums
- 2010 : COLOR VARiATION
- 2018 : F Coat